# Kink.com
"Kink.com" é uma empresa de filmes pornográficos, com sede em San Francisco, bastante devota de práticas BDSM e fetichismo. ,

## Hogtied.com
A Kink.com foi iniciada pelo britânico Peter Acworth em 1997, enquanto ele fazia PhD em Finanças na Universidade Columbia. Após ler uma história em um tablóide britânico, sobre um bombeiro que lucrou £250,000 em um curto período de tempo, logo após iniciar um site de pornografia na internet, Peter Acworth decidiu dar início ao seu próprio negócio.
Desde que Peter Acworth descreveu a si mesmo como um homem de longa data interessado em bondage, ele assegurou que seu site tomasse rumo no pornô BDSM. O site acabou sendo batizado de "Hogtied.com" e, inicialmente, trazia conteúdo licenciado de outros produtores primários. O site fez sucesso, e lucrou vários milhares de dólares por dia. Mais tarde, Acworth decidiu abandonar os seus estudos para se dedicar inteiramente ao site.
A "Hogtied.com" foi analisada (e criticada) pela primeira vez por Rabbits Reviews, em novembro de 2004. No decorrer dos anos, a revisão foi atualizada diversas vezes e, hoje, o site consegue atingir a pontuação 87 de 100.